# The Trap (série télévisée)
Pour les articles homonymes, voir The Trap.
The Trap: What Happened to Our Dream of Freedom est une série documentaire britannique en trois épisodes réalisée par Adam Curtis, diffusée en 2007. Elle s'intéresse au concept moderne de liberté.

## Fiche technique
- Titre français : The Trap: What Happened to Our Dream of Freedom
- Réalisation : Adam Curtis
- Production : BBC
- Pays d'origine : Royaume-Uni
- Format : Couleurs - 35 mm
- Genre : documentaire
- Date de sortie : 2007

## Épisodes
1. F**k You Buddy
2. The Lonely Robot
3. We Will Force You to Be Free